# Hans Horvath
Johann « Hans » Horvath (né le 20 mai 1903 - mort le 30 juillet 1968) était un footballeur autrichien qui jouait au poste d'attaquant dans les années 1920 et 1930.

## Biographie
Il compte 46 sélections et 29 buts avec l'équipe d'Autriche entre 1924 et 1934. Il a notamment disputé la coupe du monde 1934.

## Clubs
- 1. Simmeringer SC (1920-1927)
- Rapid de Vienne (1927-1930)
- SC Wacker Vienne (1930-1933)
- FC Vienne (1933-1935)
- 1. Simmeringer SC (1935-1940)